# چوبک جالوت
چوبک جالوت (نام علمی: Eurycnema goliath) نام یک گونه از تیره چوبکان است.